# Christuskirche (Rheinfelden/Baden)
Die Christuskirche in Rheinfelden steht in der Rheinfelder Innenstadt in östlicher Nachbarschaft zum Rathaus. Sie dient der evangelischen Gemeinde des Stadtzentrums und des Teilorts Warmbach als Pfarrkirche.

## Geschichte
Die vergleichsweise junge Industriestadt Rheinfelden zählte im Jahr 1900 zusammen mit den umliegenden Dörfern Nollingen und Warmbach 673 Evangelische und Mitte der 1920er Jahre bereits 1904. Der erste evangelische Pfarrer Heinrich Eckhardt wohnte seit 1922 in Ermangelung eines eigenen Pfarrhauses im Haus Salmegg. Eckhardt setzte sich maßgeblich für den Bau einer evangelischen Kirche sowie eines Pfarrhauses ein. Dieses wurde von September 1929 bis Oktober 1930 erbaut. Gleichzeitig lobte man einen Architekturwettbewerb für den Bau der neuen Kirche aus. Den Wettbewerb gewann der Architekt Wilhelm Preschany aus Efringen-Kirchen. Die Grundsteinlegung erfolgte am 22. September 1935. Die anfänglich veranschlagten Kosten in Höhe von 235.000 Reichsmark erhöhten sich auf über 300.000 Reichsmark. Eingeweiht wurde die Kirche schließlich am 10. Oktober 1937.

## Beschreibung

### Außenbau

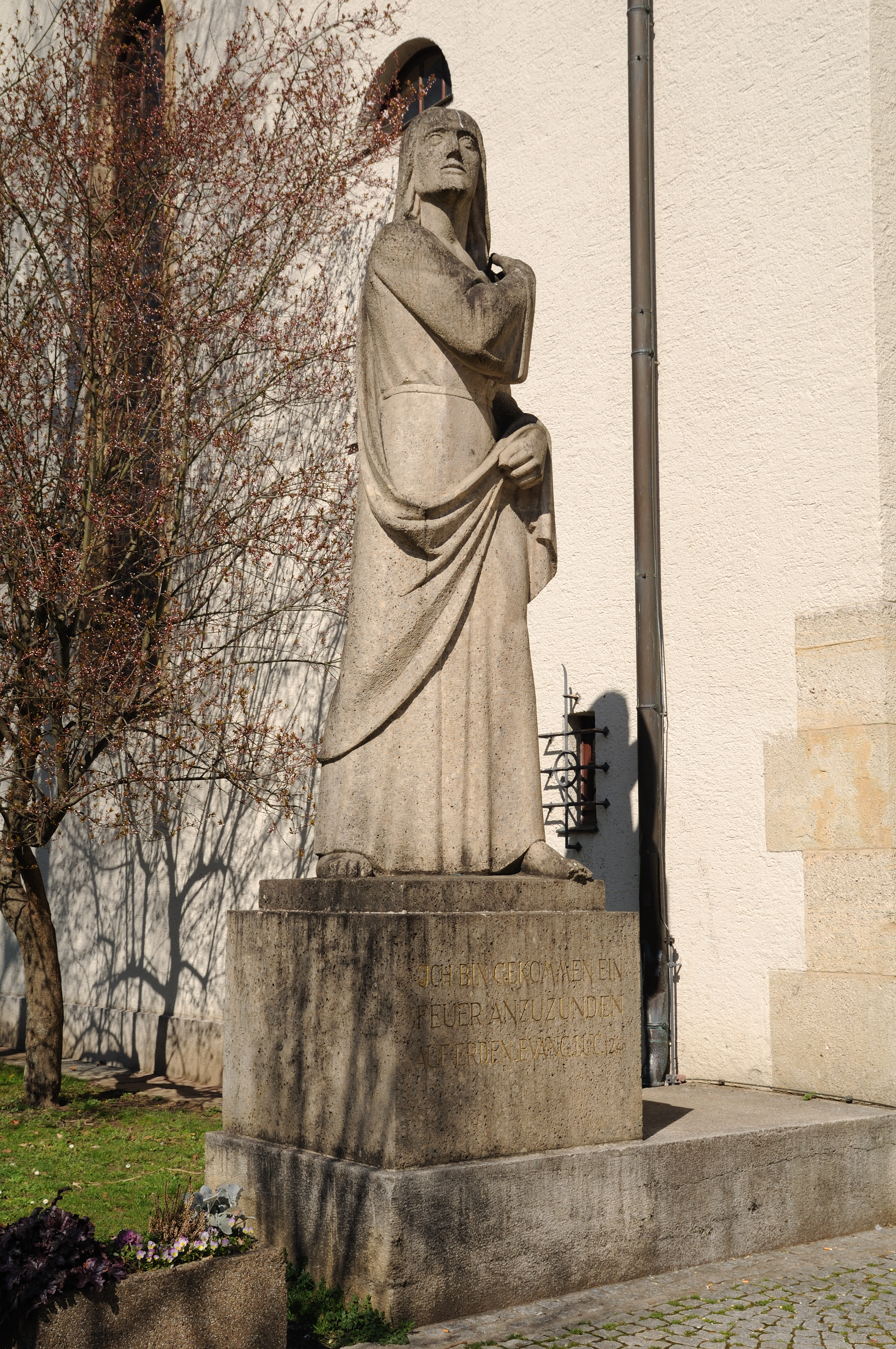
Christusstatue

Die Christuskirche ist ein Rechtecksbau mit Satteldach. Nach Norden und Süden befinden sich kleinere und niedrigere Anbauten, der nördliche dient als Raum für die Gemeinde, der südliche eröffnet eine über Arkaden an drei Seiten erreichbare zweigeschossige Vorhalle. Im Nordosten ist über die Sakristei der Glockenturm angebaut, der ebenfalls über ein quer zum Langhaus verlaufendes Satteldach abgeschlossen ist. Er verfügt zu allen vier Seiten über oben gekuppelte Klangarkaden; an der West- und Ostseite befinden sich die Zifferblätter der Turmuhr.
Außerhalb der Kirche steht eine vom Karlsruher Künstler Otto Schneider geschaffene Christusstatue. Obwohl die Figur mit kämpferischem Pathos dargestellt ist und sich damit dem stilistisch Verständnis der Kunst im Nationalsozialismus anlehnt, gab es Versuche der NSDAP-Kreisleitung, das Aufstellen der Figur zu verhindern. Es gelang, die Statue zunächst zu verstecken und sie zwei Tage vor der Einweihung der Kirche aufzustellen.

### Innenraum und Ausstattung

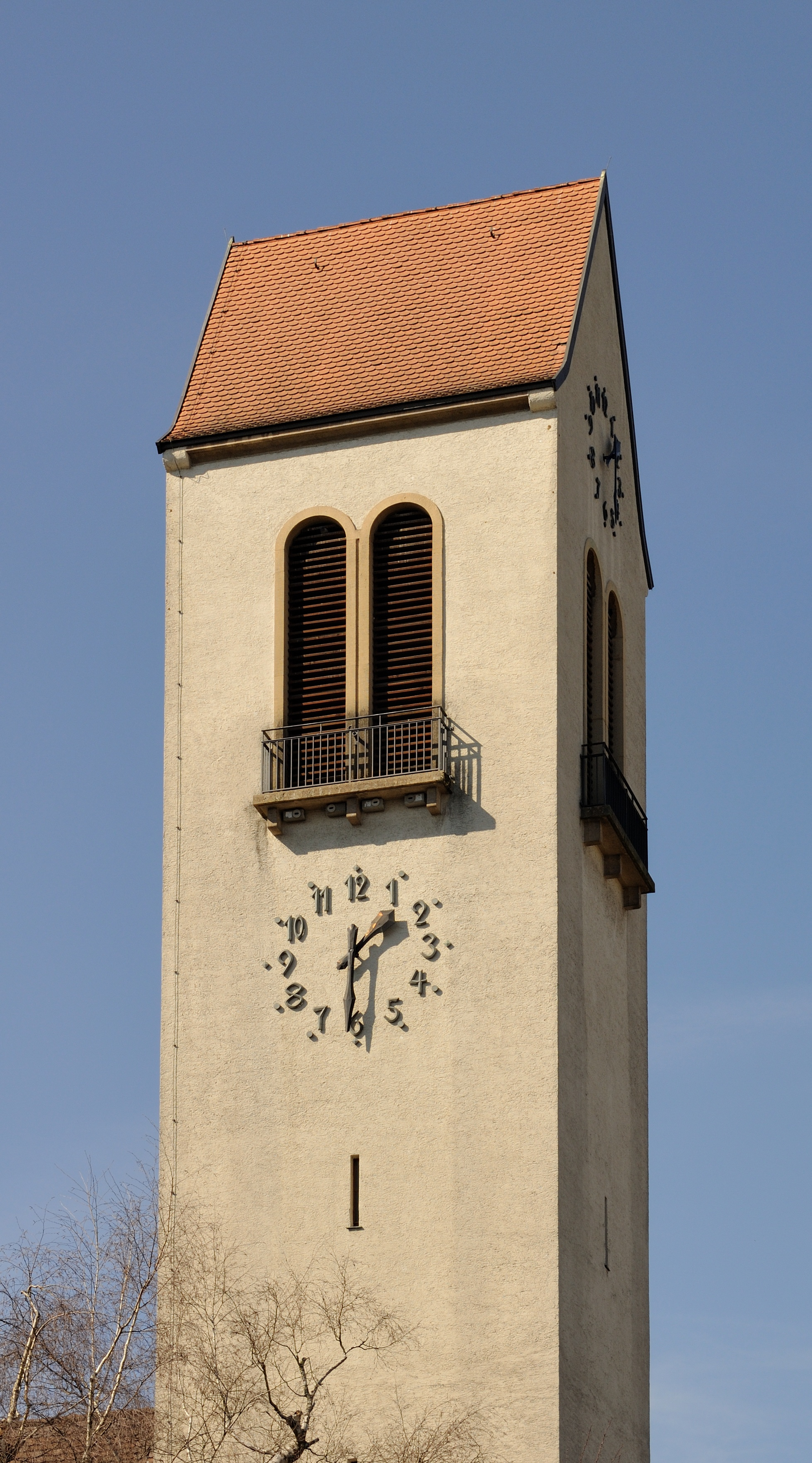
Glockenturm

Das Langhaus ist mit einer Holzdecke eingedeckt und erhält beidseitig von fünf hohen Bogenfenstern Licht. Für die Gestaltung der Kirche war der Stuttgarter Künstler Rudolf Yelin der Jüngere verantwortlich. Von ihm stammen die Glasmalereien an den Bogenfenstern. Sie zeigen die Motive: Taufe, Versuchung, Jesus und die Kinder, Jesus und Nikodemus, die Bergpredigt und das Abendmahl. Ebenfalls von Yelin sind die Mosaike in den mittleren der fünf Chorwandnischen. Diese zeigen eine Heilungsszene, Frauen am Grab Jesu Christi, die Erscheinung Jesu den Aposteln Petrus und Jakobus. Im Altarraum steht – außer der Mensa mit dem Kreuz – ein Taufstein mit Taufschale.
Das vierstimmige Geläut hat die Nominale f′, a°, c′ und d′. Die f′-Glocke aus Bronze ist die kleinste; sie wurde 1900 von einem unbekannten Glockengießer hergestellt. Die anderen drei Glocken aus Gussstahl stellte 1951 der Bochumer Verein her.

### Orgel
Die Orgel in der Christuskirche stammt vom Orgelbauer Rensch und wurde 1980 mit 38 klingenden Registern eingebaut. 2024 erfolgt eine Generalüberholung mit technischer Erweiterung sowie dem Einbau eines weiteren Registers Fagott 16' im Schwellwerk. Das Instrument hat folgende Disposition (Stand vor der Renovierung; Auflistung nach der Reihenfolge der Registerzüge am Spieltisch):
| II Hauptwerk C-g3 |        |
| Principal         | 8′     |
| Octave            | 4′     |
| Quinte            | 2 ⁄3′  |
| Octave            | 2′     |
| Decima            | 1 3⁄5′ |
| Mixtur IV         | 1 ⁄3′  |
| Cymbel II-III     | 1⁄2′   |
| Bourdon           | 16′    |
| Rohrflöte         | 8′     |
| Spitzflöte        | 4′     |
| Trompete          | 8′     |
| Clairon           | 4′     |
| Tremulant         |        |

| I Schwellwerk C-g3 |        |
| Principal          | 4′     |
| Quinte             | 1 ⁄3′  |
| Hintersatz II-V    | 4′     |
| Gedecktflöte       | 8′     |
| Quintade           | 8′     |
| Rohrflöte          | 4′     |
| Nasat              | 2 ⁄3′  |
| Blockflöte         | 2′     |
| Terz               | 1 3⁄5′ |
| Spitzgambe         | 8′     |
| Voix celeste       | 8′     |
| Flute harmonique   | 8′     |
| Rankett            | 16′    |
| Oboe               | 8′     |
| Schalmei           | 4′     |

| III Recit C-g3                |       |
| Gedeckt                       | 8′    |
| Kleingedeckt/ Ital. Principal | 4′    |
| Doublette                     | 2′    |
| Sesquialter II                | 2 ⁄3′ |
| Dulcian                       | 8'    |

| Pedal C-f1                |     |
| Principalbass             | 16′ |
| Oktavbass                 | 8′  |
| Octave                    | 4′  |
| Mixtur IV                 | 2′  |
| Subbass                   | 16′ |
| Posaune                   | 16′ |
| Gedecktflöte*             | 8′  |
| Rohrflöte*                | 4′  |
| Blockflöte*               | 2′  |
| Rankett*                  | 16′ |
| Oboe*                     | 8′  |
| Schalmei*                 | 4′  |
| *Transmissionen aus I. SW |     |

- Die Orgel besitzt Schleifladen mit mechanischer Spiel- und Registertraktur. Der Einbau einer Setzeranlage ist derzeit in Arbeit.
- Koppeln: I/II, III/II, I/Pedal, II/Pedal, III/Pedal
- Handschweller für Recit

Im Chorraum der Christuskirche befindet sich noch ein Positiv der Orgelbauwerkstatt Georges Heintz (Schiltach) mit vier Registern aus dem Jahr 1986.